# Храм иконы Божией Матери «Всех скорбящих Радость» (Пушкин)
Храм ико́ны Бо́жией Ма́тери «Все́х скорбя́щих Ра́дость» (Скорбященская церковь) — православный храм в городе Пушкине (в составе Санкт-Петербурга) при бывшей общине Красного Креста.
Храм относится к Санкт-Петербургской епархии Русской православной церкви, входит в состав Пушкинского (Царскосельского) благочиния. Настоятель — иерей Александр Антонов.

## История

### Община Красного Креста
Община — предшественник была создана в 1877 году Царскосельским дамским комитетом. Она просуществовала до окончания Русско-турецкой войны.
В 1899 году был учреждён Царскосельский комитет Красного Креста. Инициатором его создания был генерал Пётр Рерберг, председателем — фрейлина Евдокия Джунковская, сестра Владимира Джунковского.
8 (21) февраля 1908 года Комитет был преобразован в «Царскосельскую Общину сестер милосердия Российского Общества Красного Креста, состоящую под Августейшим покровительством Императрицы Александры Федоровны».

### Здания общины
При учреждении Комитета им была открыта амбулатория на Стессельской улице, а с началом Русско-японской войны лазарет на 10 кроватей.
В 1908 году на участке по Бульварной улице (современный адрес: Октябрьский бульвар, 14) для Общины по проекту архитектора Сильвио Данини было возведено деревянное двухэтажное здание на каменном фундаменте. Оно имело фахверковые стены, прорезанные прямоугольными окнами.
В новом здании в конце 1908 года было размещено хирургическое отделение на 8 коек с бесплатной амбулаторией.
8 (21) июня 1912 года настоятель Екатерининского собора протоиерей Афанасий Беляев в присутствии императрицы Александры Фёдоровны совершил закладку нового каменного здания для Общины. Строительство здания по проекту С. А. Данини продолжалось до 1913 года.
В нём разместились амбулатория, общежитие для сестер и церковь.
В августе 1914 года в здании Общины был открыт офицерский лазарет, на базе которого действовали курсы сестер милосердия. На курсах проходила обучение императрица с детьми.

### Церковь

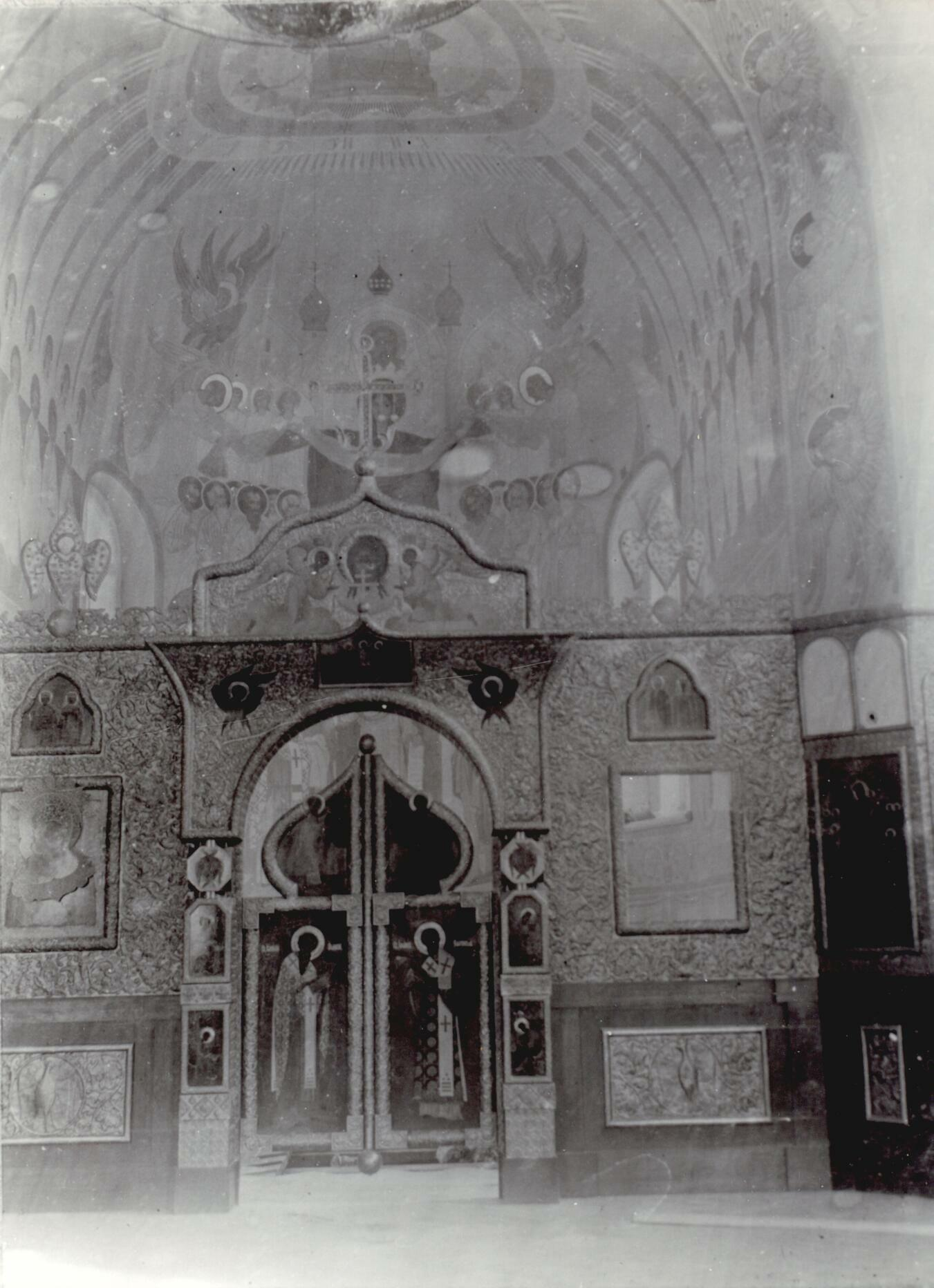
Интерьер церкви. Фото 1914 года

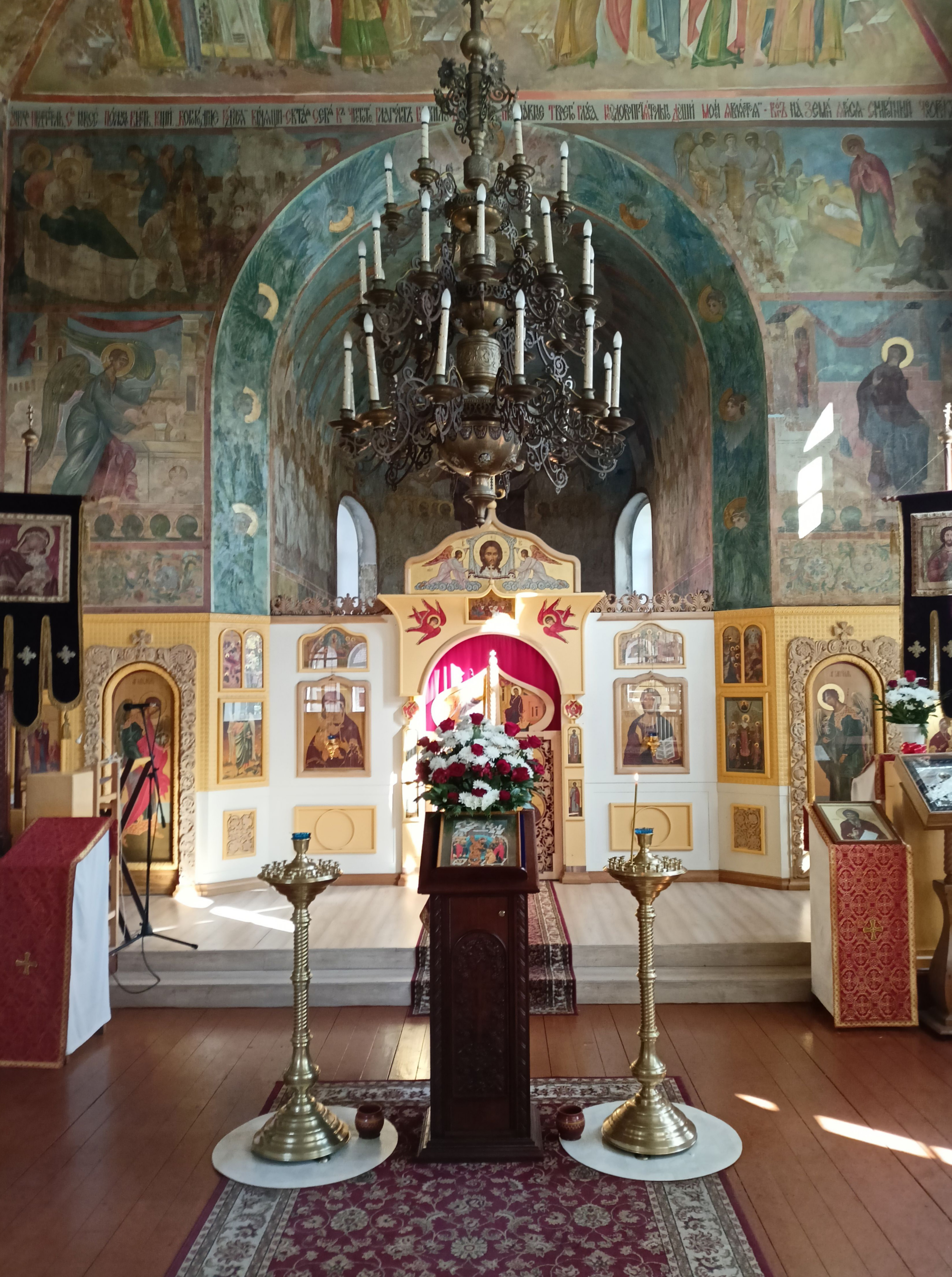
Интерьер церкви. Фото 2023 года

Освящение храма в честь иконы Божией Матери «Всех скорбящих Радость» состоялось 1 (13) октября 1914 года. Его совершил протоиерей Афанасий Беляев в сослужении местного духовенства и в присутствии императора Николая II и императрицы Александры Фёдоровны.
7 марта 1922 года церковь была ограблена. Неизвестные преступники унесли серебряную утварь.
Церковь была закрыта по постановлению Петроградского Губисполкома 11 ноября 1923 года.
С 1923 года в здании общины работал детский туберкулёзный санаторий «Дружба». В частности, в каменном корпусе располагались лаборатория, рентген-кабинет и другие помещения.
В самом храме был устроен актовый зал. Во время ремонта санатория в 1967 году в храме была организована спальня для больных.
В 1990-е годы в здании располагалась компания «Престиж», в помещении церкви находился выставочный зал по продаже дверей.
Богослужения возобновились 6 ноября 2006 года.
В настоящий момент проводится реставрация храма, открыты фрески.

## Архитектура, убранство и устройство церкви
Каменное здание, в котором располагается храм, построено в формах средневекового новгородского зодчества. Кровли многоскатные, фасады украшены арочными проёмами.
Церковь размещается в южной части здания. Над входом находится панно-икона с навесом характерных криволинейных очертаний. Над южной стеной храма находится звонница с завершением в виде трёх главок.
Роспись церкви была выполнена Георгием Пашковым по эскизам Виктора Васнецова. В отделке иконостаса участвовал Сергей Вашков.